# Coelobathra eucrines
Coelobathra eucrines is een vlinder uit de familie van de grasmotten (Crambidae). De wetenschappelijke naam van de soort en van het geslacht Coelobathra is voor het eerst geldig gepubliceerd in 1908 door de Australische dokter en amateur-entomoloog Alfred Jefferis Turner (1861–1947). Het type werd aangetroffen in Port Darwin in het noorden van Australië. Het epitheton eucrines betekent "duidelijk". Coelobathra betekent "met holle basis".